# Лопасня (река)
Лопа́сня (Лапасня) — река в городе Москве и Московской области России, левый приток Оки.
Впадает в Оку в 972 километрах от её устья, между Серпуховом и Каширой. Вдоль течения реки расположены достопримечательности, такие как средневековое село Талеж, город Чехов. Напротив устья реки, на правом берегу Оки располагался одноимённый средневековый русский город, исчезнувший после разрушения в 1382 году в ходе нашествия на Москву хана Тохтамыша. Академик С. Б. Веселовский считал, что название дано «пришлыми из Новгородских земель славянскими племенами. Сходное название — Лопастица — встречается на Новгородской земле». Толковый словарь В. И. Даля указывает на слово, бытовавшее в говорах различных областей, обозначавшее водяного или русалку, живших в камышах.

## Течение
Берёт начало, по одним данным, из озерца у села Богоявление, расположенного на территории Новой Москвы, по другим, из родников в той же местности.
Течёт на юго-восток через населённые пункты Чеховского района: Алексеевка, Ефимовка, Богдановка, Тюфанка, Масново-Жуково, Шарапово, Солодовка, Игумново, Новгородово, Хлевино, Венюково, Городище, Коровино, Ровки, Чехов, Солнышково, Люторецкое, Крюково, Перхурово, Бавыкино, Новый Быт с монастырём Вознесенская Давидова пустынь, Баранцево, Мальцы, Завалипьево, Попово, Посёлок дома отдыха «Лопасня»; далее через населённые пункты Ступинского района: Горки, Шелково, Дубечино, Семёновское, Теняково, Бекетово, Грызлово, Прудно, Хатунь, а ниже — на юг через Кубасово, Антипино, Починки; затем на юг по территории Данковского сельского поселения Серпуховского района через деревни: Барыбино, Свинёнки, Турово и впадает в Оку в двух километрах к западу от деревни Прилуки. Крупнейший населённый пункт на Лопасне — город Чехов.

## Гидрология
Река протекает по лесистой слабопересечённой равнине с пологими склонами, пересечёнными оврагами. Русло извилистое, неразветвлённое. Наибольшая ширина 50 метров, глубина до 4 метров.
В черте города Чехова глубина поддерживается плотиной на южной окраине города. Ранее открывающаяся — теперь нет. У деревни Баранцево и посёлка Ровки есть мелкие каменистые перекаты. Во время половодья уровни превышают меженные на 1,5—3,5 метра, а в устье из-за подпора Оки — до 10 м.
Длина реки — 108 км, площадь водосбора — 1090 км², средний уклон 0,522 м/км. Количество притоков с длиной менее 10 километров — 36. Средний многолетний годовой расход воды — 6,76 м³/с.

## Иллюстрации

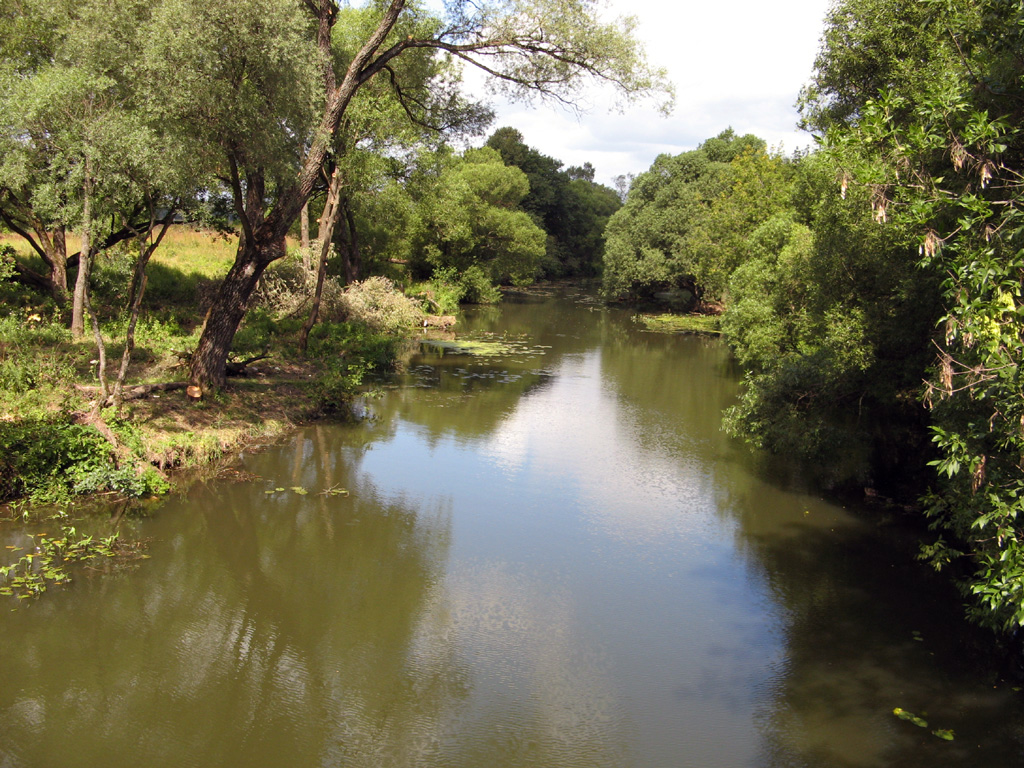
Лопасня в Чехове
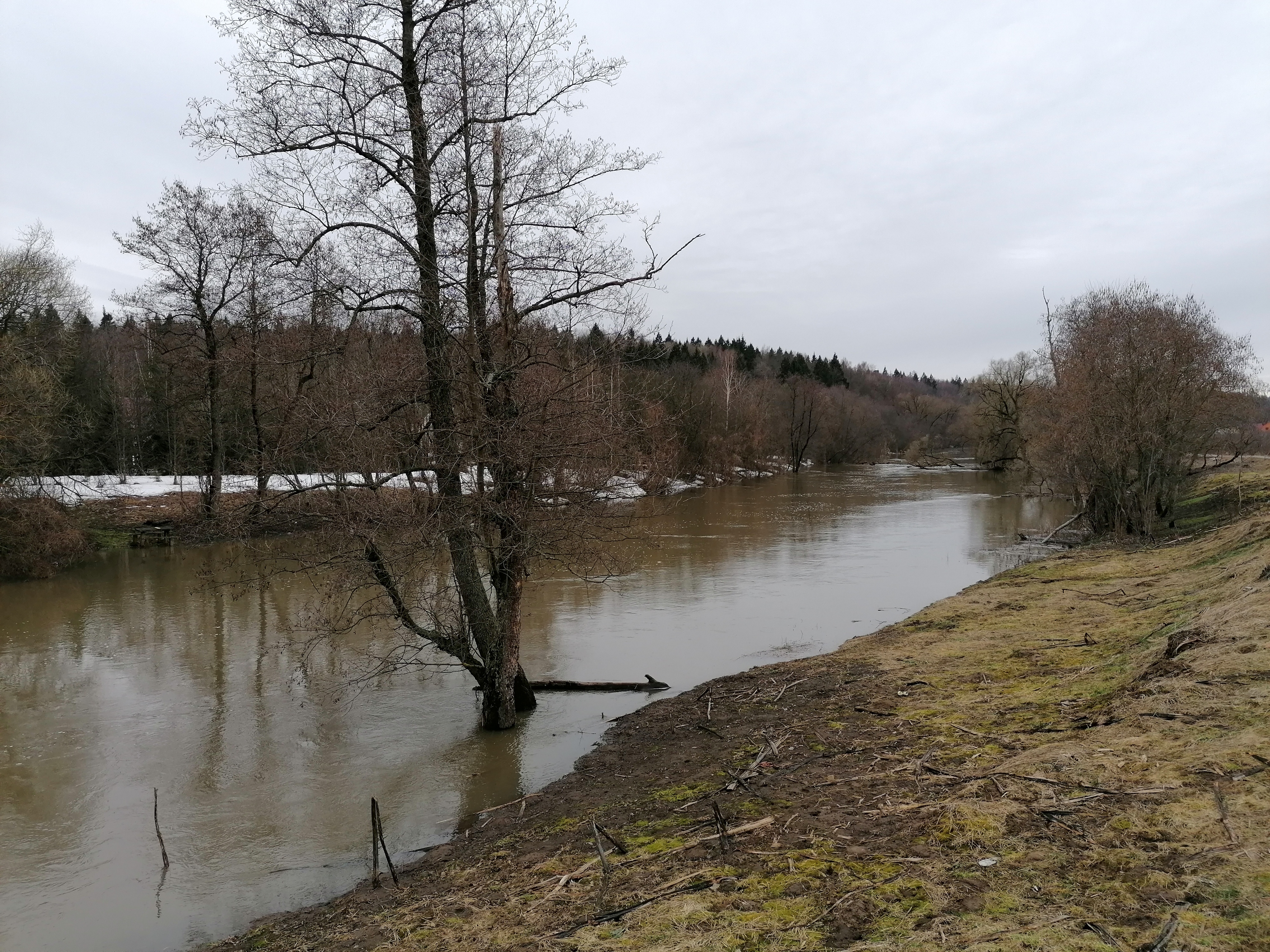
Река Лопасня рядом с деревней Баранцево
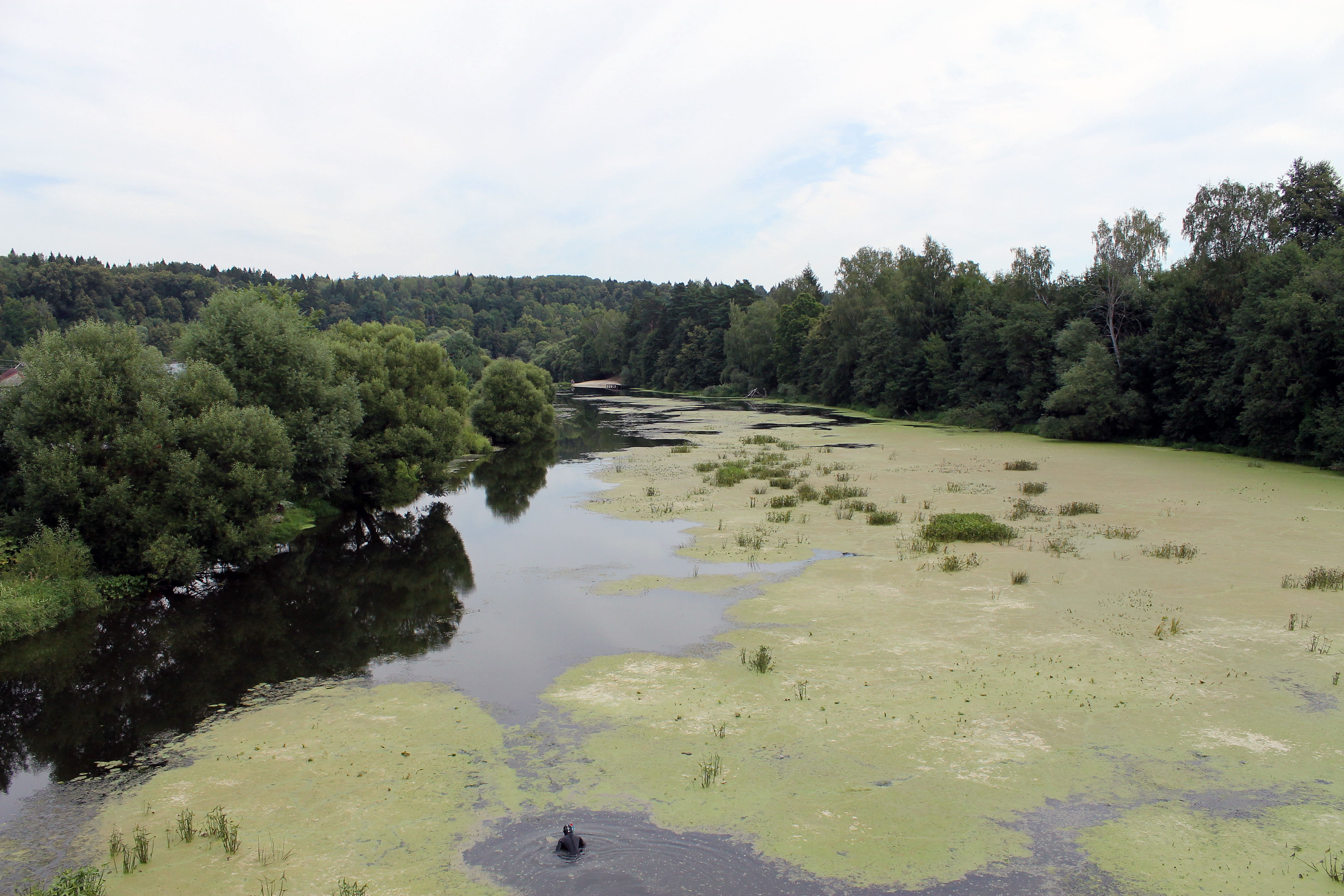
Река Лопасня между деревней Попово и военным городком Нерастанное

## Притоки
(от истока к устью)
- Бобровка (правый)
- Деревлянка (правый)
- Челвенка (Чалвенка) (левый),
- Никажель (правый),
- Жабка (левый),
- Теребенка (левый),
- Катешовка (левый),
- Воскресенка (правый),
- Сухая Лопасня (правый),
- Люторка (левый),
- Родинка (правый),
- Смородинка (на картах конца XVIII в. — Талежка) (левый),
- Самородинка (левый),
- Сосенка (левый),
- Аночинка[10][11] (левый),
- Прудновский ручей (правый),
- Бешенка (левый),
- Бественка (левый),
- Залужка (правый),
- Соломенка (правый),
- Сушка (левый),
- Елинка (правый),
- Волосовка (правый).